# Cabinet fantôme Badenoch
Royaume-Uni
Sunak 
Le cabinet fantôme Badenoch est le cabinet fantôme britannique dirigé par la cheffe de l'opposition Kemi Badenoch à l'issue de l'élection à la direction du Parti conservateur britannique de 2024.
Kemi Badenoch est cheffe de l'opposition par son poste de chef du Parti conservateur et annonce la composition de son cabinet fantôme, en poste au bout de trois jours, le 2 novembre 2024.

## Composition initiale

### Membres du cabinet fantôme
- Cheffe de l'Opposition : Kemi Badenoch
- Chancelier de l'Échiquier fantôme : Mel Stride
- Secrétaire d'État fantôme aux Affaires étrangères, au Commonwealth et au Développement : Priti Patel
- Secrétaire d'État fantôme à l'Intérieur : Chris Philip
- Secrétaire d'État fantôme à la Défense : James Cartlidge
- Secrétaire d'État fantôme à la Justice : Robert Jenrick
- Secrétaire d'État fantôme à la Science, à l'Innovation et à la Technologie : Alan Mak
- Secrétaire d'État fantôme à la Santé et à la Sécurité Sociale : Edward Argar
- Secrétaire d'État fantôme au Logement, aux Communautés et au Gouvernement local : Kevin Hollinrake
- Secrétaire d'État fantôme à l'Environnement, à l'Alimentation et aux Affaires rurales : Victoria Atkins
- Leader fantôme de la Chambre des communes : Jesse Norman
- Leader fantôme de la Chambre des lords : Baron True
- Secrétaire d'État fantôme aux Entreprises et au Commerce : Andrew Griffith
- Secrétaire d'État fantôme au Changement climatique et à la Neutralité carbone et à l'égalité : Claire Coutinho
- Secrétaire d'État fantôme au Travail et aux Retraites : Helen Whately
- Secrétaire d'État fantôme à l'Éducation : Laura Trott
- Secrétaire d'État fantôme aux Transports : Gareth Bacon
- Secrétaire d'État fantôme à la Culture, aux Médias et aux Sports : Stuart Andrew
- Chancelier du duché de Lancastre, secrétaire d'État fantôme pour l'Irlande du Nord : Alex Burghart
- Secrétaire d'État fantôme pour l'Écosse : Andrew Bowie
- Secrétaire d'État fantôme pour le Pays de Galles et aux femmes : Mims Davies

### Membres participant aux réunions du cabinet fantôme
- Whip en chef de l'Opposition (whip en chef du Parti conservateur) : Rebecca Harris

- Secrétaire fantôme en chef du Trésor : Richard Fuller
- Procureur général fantôme pour l'Angleterre et le Pays de Galles : David Wolfson